# Marcus Butler
Pour les articles homonymes, voir Butler.
 (juillet 2017).
Si vous disposez d'ouvrages ou d'articles de référence ou si vous connaissez des sites web de qualité traitant du thème abordé ici, merci de compléter l'article en donnant les références utiles à sa vérifiabilité et en les liant à la section « Notes et références ».
Marcus Lloyd Butler, né le 18 décembre 1991, est un Youtubeur britannique de Brighton, connu pour sa chaîne de comédie éponyme « Marcus Butler » (anciennement « Marcus Butler TV »). 
Sa deuxième chaîne, MoreMarcus, a un contenu quotidien variant de vlog, de vidéos de réaction aux vidéos de test de produits. Sa troisième chaîne, dont il ne se charge plus, est MarcusButlerGames. 

## Biographie
Marcus Butler a commencé sur YouTube en créant des mélanges de musiques et de vidéos et des images sportives éditées au collège.
En 2010, il a créé sa chaîne YouTube, Marcus Butler TV. Butler a été impliqué dans un certain nombre de collaborations avec d'autres YouTubers, y compris : Jim Chapman, Alfie Deyes, Caspar Lee, Tyler Oakley, Joe Sugg, Zoella, Connor Franta, Lilly Singh, Troye Sivan, ex-petite amie Niomi Smart, Joey Graceffa, Oli White, Louise Pentland, Conor Maynard et beaucoup d'autres.
Il faisait partie du « YouTube Boyband » qui a recueilli de l'argent pour Comic Relief et a été présenté dans The Guardian.
En décembre 2015, la principale chaîne YouTube de Butler compte plus de 4,6 millions d'abonnés (4 629 822 au 25 février 2017) et plus de 379 millions de vues vidéo et est le 336e canal le plus abonné de YouTube ; sa deuxième chaîne « MoreMarcus » compte plus de 2 millions d'abonnés (2 022 063 en date du 25 février 2017) et plus de 260 millions de vues vidéo.
Butler a été mentionné par The Telegraph comme l'un des Tweeters les plus influents de la Grande-Bretagne en 2013. En janvier 2017, il compte plus de 3 millions d'adeptes sur Twitter et plus de 3,6 millions sur Instagram.